# Ivanics György (sebész)
Ivanics György (Hódmezővásárhely, 1957. április 20. –) magyar sebészorvos, plasztikai sebész.

## Élete
Szakmai életútja: a hódmezővásárhelyi Bethlen Gábor Református Gimnázium elvégzését követően, a Szegedi Orvostudományi Egyetemen végzett 1982-ben. Sebész, majd plasztikai sebész szakképesítéséhez, Baján, Orosházán, majd Budapesten a Vas utcai Kórházban, a Szövetség utcai Kórházban, majd Brazíliában, Pitanguy professzornál tanult. 
1991-ben a rendszerváltást követően megalakította a Professio Klinikát (manapság Országos Botox Centrumként is működik), Magyarország első privát plasztikai sebészetét. 1995-ben részt vett a Magyar Esztétikai Sebész Szekció alapításában, 8 évig elnöke is volt. 1997 előtt elsőként alkalmazta a Botox kezelést, és mivel a rettegett betegségnek számító botulizmus miatt a botulinum toxintól félt az orvostársadalom, ezért a 2000-res plasztikai sebészeti kongresszuson saját magát botulinum toxinnal kezelő videó felvételt mutatott be:  Ezek után tudott elterjedni e kezelés Magyarországon. 2000-ben kiadta az első magyarnyelvű Esztétikai Plasztikai Sebészet tankönyvet. 2001 óta plasztikai sebész igazságügyi szakértő. 2020-ban az Országgyűlés megszavazta az off label (indikáción túli) jogszabály módosító javaslatát, (mivel a covidos betegek gyógykezelésére is erre volt szükség), lásd ez alapján 2021. 11. 30. dátummal elkészült OGYÉI off label ajánlását ®A botulinum toxin hatóanyagtartalmú készítmények felhasználási területének bővítése" tárgyában,  aminek következtében több száz botox gyógykezelés (nemcsak a közismert ránctalanító, fiatalító és arcformáló beavatkozások, hanem például a kóros izzadásnak a hónaljon kívüli területei is, a TMJ/éjszakaifogcsikorgatás, Tic/TouretteSzindróma/arcizomrángások, migrén, Trigeminus neuralgia, nyakizomgörcs, teniszkönyök és egyéb hasonló ízületi panaszok, vaginizmus, Raynaud-szindróma stb.) vált lehetségessé. Ennek és a több mint 25 éves ez irányú szakmai gyakorlatnak köszönhetően válhatott országos botox centrummá az intézete, és tekintik őt első számú botox specialistának.
A hazai lovaspólósport-közösség aktív tagja, a Magyar Polo Club vezetője, a Hazai Lovaspóló Szüvetség főtitkára, a FIP (Federation International of Polo) magyarországi képviselője. Gyerekkora óta lovagol. Kezdetekben díjugró, díjlovagló és voltizs sportágban szerepelt, majd távlovaglásban (lásd Kastélyok földje könyvét) végül pedig a csapatsportnak számító lovaspólóban. A magyar nemzeti lovaspóló válogatott tagjaként részt vett 2010-es Ebreichdorfi Eb-n is. (Lásd a lovaspóló életet feldolgozó könyveit és a Lovas Biblia könyvét a lovak háziasításáról és a lovas kultúránkról.)

## Művei
A magyar/angol nyelvű Esztétikai plasztikai sebészet tankönyv, az Ősi plasztikai módszerek, Appendix Syndroma, Kastélyok földje című könyvek szerzője, az Okos nő kézikönyve a plasztikai sebészetről USA-ban kiadott könyv magyar fordításának lektora. Prof. Zoltán János plasztikai sebészeti és vadászati 12 memoárköteteinek szerkesztő kiadója.
- Esztétikai plasztikai sebészet; szerk. Ivanics György; Springer, Budapest, 2000 ISBN 963 699 084 0
- Ősi „plasztikai” módszerek; Professio, Budapest, 2005 ISBN 963 86119 9 5
- Appendix syndroma; Professio, Budapest, 2006 ISBN 963 86749 0 3
- Kastélyok földje; Professio, Budapest, 2004 ISBN 963 86119 0 1
- Magyar póló, 1917–1945; Professio, Budapest, 2017 ISBN 978-615-81143-2-5
- Magyar póló, 1875–1917-ig. A múlt és a jelen igen érdekes pólós kapcsolatának bemutatásával; Professio, Budapest, 2017 ISBN 978-615-81143-1-8
- LOVAS BIBLIA. Eurázsia, Kárpát-medence, Váli-völgy lovas történelme; Professio, Budapest, 2018 ISBN 978-963-86749-8-2
- Polo történelem; Professio, Budapest, 2018 ISBN 978-615-81143-4-9
- IVANICS, Professio, Budapest, 2018 ISBN ISBN 978-615-5972-09-6
- Bercsényi Lovas-szakosztály, Professio, Budapest, 2022 ISBN 978-615-81143-5-6
- Zsilinszky, Professio, Budapest, 2022 ISBN 978-615-5972-13-3
- Andrássy Géza, Professio, Budapest, 2022 ISBN 978-615-5972-11-9